# Шангин, Никита Генович
Никита Генович Шанги́н (род. 21 октября 1952 года, Москва) — российский архитектор, историк архитектуры. Участник телеигры «Что? Где? Когда?».

## Биография
Родился в Москве. В 1976 году окончил Московский архитектурный институт. В течение семи лет работал в «Моспроекте-2» в области реставрации, в частности, по исторической застройке Замоскворечья. С 1991 года в архитектурной мастерской «Курортпроект».
Член Союза архитекторов России, Почётный архитектор Госстроя РФ. Награждён медалью «В память 850-летия Москвы».

### Семья
- Отец — биолог Ген Шангин-Березовский.
- По женской линии является праправнуком Хаджи-Мурата: бабушка Умма Муратовна была младшей дочерью младшего сына Хаджи-Мурата — Хаджи-Мурата-младшего, который родился уже после гибели отца[1]
- Женат на режиссёре Татьяне Селиховой[2], есть дочь.

## Работы
Среди осуществлённых проектов;
- Государственный мемориальный комплекс «Катынь» (Смоленская область)[3], отмеченный как лучший российский ландшафтный проект 1999 года. В 2001 году комплекс «Катынь» был удостоен архитектурной премии Союза московских архитекторов «Золотое сечение»[4]
- Мемориальный комплекс «Медное» (Тверская область)[5]
- Государственный центр современного искусства на Зоологической улице, Москва[6] (1999—2002)
- Памятник телеведущему Владимиру Ворошилову на Ваганьковском кладбище (2003)

Н. Г. Шангин был главным архитектором реконструкции Большого театра. Проект предполагал разбор и перенос оказавшегося внутри здания из-за его расширения портика Бове и функциональную модернизацию северного фасада, не имевшего статуса памятника, реконструкцию арьерсцены и главной сцены, акустика которой пострадала от переноса оркестровой ямы в советское время, а также устройство подземного репетиционного зала и реставрацию камерного Бетховенского зала. В 2008 году Шангин покинул проект, который возглавлял с 2005 года, в знак протеста против административно вносимых в него изменений и сопровождающей реконструкцию коррупции.

## «Что? Где? Когда?»
В клуб «Что? Где? Когда?» попал по письму в редакцию. Первую игру в клубе сыграл в 1981 году в команде Александра Седина. Обладатель «Хрустальной совы» (1988).
Увлечения: путешествия, фото и видео, классическая музыка.